# Eleição municipal de Piracicaba em 2012
A eleição municipal de Piracicaba em 2012 aconteceu em 7 de outubro de 2012 para eleger um prefeito, um vice-prefeito e 23 vereadores no município de Piracicaba, no estado de São Paulo, no Brasil. O prefeito eleito foi Gabriel Ferrato, do PSDB, com 73,54% dos votos válidos, sendo vitorioso logo no primeiro turno em disputa com cinco adversários, Roberto Felicio (PT), Dilmo dos Santos (PV), Trindade (PHS), Magno (PSOL) e Dr. Aparecido (PTN). O vice-prefeito eleito, na chapa de Gabriel Ferrato, foi Chaddad (PSDB).
O pleito em Piracicaba foi parte das eleições municipais nas unidades federativas do Brasil. Piracicaba foi um dos 718 municípios vencidos pelo PSDB, o segundo partido a conquistar mais prefeituras, atrás apenas do PMDB; no Brasil, há 5.570 cidades.
A disputa para as 23 vagas na Câmara Municipal de Piracicaba envolveu a participação de 437 candidatos. O candidato mais bem votado foi Dr. Ary Pedroso Junior, que obteve 5.841 votos (3,02% dos votos válidos).

## Antecedentes
Na eleição municipal de 2008, Barjas Negri, também do PSDB, foi reeleito no primeiro turno com 88% dos votos válidos, derrotando os candidatos Boldrin, do PT, que obteve 6% dos votos, Dr. João Pauli, do PV, que ficou com 4% dos votos e os candidatos Adelmo Lindo (Baiano), do PCdoB, André Tietz, do PSOL, Marina Madeira, do PCO, Gustavo Herrmann, do PSB, que receberam menos de 1% dos votos cada. Barjas Negri já havia sido Secretário Municipal da Educação e do Planejamento em Piracicaba e substituiu José Serra no Ministério da Saúde durante o segundo mandato de Fernando Henrique Cardoso como Presidente da República.

## Eleitorado
Segundo o censo demográfico de 2010, a cidade possui 364.571 habitantes.Na eleição de 2012, estiveram aptos a votar 270,7 mil piracicabanos, mas 17,79% dos votantes se abstiveram.

## Candidatos
Seis candidatos disputaram a prefeitura em 2012: Gabriel Ferrato, do PSDB, Roberto Felicio, do PT, Dilmo dos Santos, do PV, Trindade, do PHS, Magno, do PSOL e Dr. Aparecido, do PTN.
|  | Candidato(a)     | Vice                | Partido | Coligação                                                                                        |
|  | ---------------- | ------------------- | ------- | ------------------------------------------------------------------------------------------------ |
|  | Gabriel Ferrato  | Chaddad             | PSDB    | "Por uma Piracicaba ainda melhor!" (PRB / PP / PDT / PTB / PMDB / PSC / PPS / PMN / PSDB / PSD)  |
|  | Roberto Felicio  | Prof. Marco Aurélio | PT      | "É mais para Piracicaba" (PT / PSDC)                                                             |
|  | Dilmo dos Santos | Jairo Mattos        | PV      | "Nosso futuro se constrói com gente" (PSL / PR / DEM / PTC / PV / PRP / PPL / PC do B / PT do B) |
|  | Trindade         | Paulo Lopes         | PHS     | "PHS"                                                                                            |
|  | Magno            | Claudia Sencovici   | PSOL    | "PSOL"                                                                                           |
|  | Dr. Aparecido    | Tiãozinho           | PTN     | "PTN"                                                                                            |

## Campanha
Gabriel Ferrato liderou as pesquisas de intenção de voto desde o início da campanha e foi eleito em primeiro turno com 73,54% dos votos. Para alcançar esse alto índice de aprovação dos eleitores, pode-se considerar que o candidato tenha se beneficiado não só da sua própria experiência na gestão pública (uma vez que já havia sido secretário de Planejamento de Piracicaba entre 1995 e 1997, coordenador geral do projeto Reforsus do Ministério da Saúde, de 1997 a 2002, e secretário de Gestão de Investimentos desse mesmo  Ministério da Saúde, também em 2002) como também da sua proximidade com seu antecessor na condução da administração municipal, Barjas Negri. Além de ter sido Secretário de Educação na gestão do ex-prefeito de Piracicaba, Ferrato foi coordenador do plano de governo de Negri, imprimindo, portanto, a sua campanha uma expectativa de continuidade administrativa que parece ter sido favorável a sua eleição. Boa parte de sua campanha eleitoral baseou-se nas realizações de Negri. Na semana em que foi eleito, Ferrato, no entanto, já precisou enfrentar um primeiro percalço, antes mesmo de assumir o mandato: o candidato derrotado do PT à Prefeitura de Piracicaba, Roberto Felício, entrou com ação na Justiça Eleitoral pedindo a impugnação da candidatura de Ferrato, acusado de utilizar a máquina pública em favor de sua campanha.

### Pesquisas
Em pesquisa do Ibope, divulgada em 31 de agosto de 2012, Gabriel Ferrato (PSDB) apareceu com 37% das intenções de voto. Roberto Felicio (PT) apareceu com 12% das intenções, seguido de Dilmo dos Santos (PV) com 11% e Trindade (PHS) com 3%.
O Ibope divulgou resultados de nova pesquisa, em 21 de setembro de 2012, e Ferrato apareceu com 56% das intenções de voto. Roberto Felicio passou de 12% para 7%, Dilmo dos Santos permaneceu com 11% e Trindade passou de 3% para 2%.
Em terceira pesquisa do Ibope, divulgada em 3 de outubro de 2012, Gabriel Ferrato caiu de 56% para 49%. Roberto Felicio apareceu com 10% das intenções de voto, Dilmo dos Santos continuou com 11% e Trindade apareceu novamente com 3%.
| Data de realização             | Data de divulgação     | Instituto | Número de registro no TRE | Contratante | Entrevistados | Margem de erro | Candidato              | Candidato            | Candidato             | Candidato      | Candidato           | Candidato    | Não sabe/ Não respondeu | Brancos e nulos |
| Data de realização             | Data de divulgação     | Instituto | Número de registro no TRE | Contratante | Entrevistados | Margem de erro | Gabriel Ferrato (PSDB) | Roberto Felicio (PT) | Dilmo dos Santos (PV) | Trindade (PHS) | Dr. Aparecido (PTN) | Magno (PSOL) | Não sabe/ Não respondeu | Brancos e nulos |
| ------------------------------ | ---------------------- | --------- | ------------------------- | ----------- | ------------- | -------------- | ---------------------- | -------------------- | --------------------- | -------------- | ------------------- | ------------ | ----------------------- | --------------- |
| de 28 e 30 de agosto de 2012   | 31 de agosto de 2012   | Ibope     | SP-00606/2012             | EPTV        | 504           | ± 4%           | 37%                    | 12%                  | 11%                   | 3%             | 1%                  | 1%           | 21%                     | 13%             |
| de 18 a 20 de setembro de 2012 | 21 de setembro de 2012 | Ibope     | SP-01002/2012             | EPTV        | 504           | ± 4%           | 56%                    | 11%                  | 7%                    | 2%             | 1%                  | 1%           | 12%                     | 10%             |
| de 1 a 3 de outubro de 2012    | 3 de outubro de 2012   | Ibope     | SP-01557/2012             | EPTV        | 504           | ± 4%           | 49%                    | 10%                  | 10%                   | 3%             | 0%                  | 0%           | 13%                     | 13%             |

## Resultados

### Prefeito
No dia 7 de outubro, Gabriel Ferrato foi eleito com 73,54% dos votos válidos.
| Candidato(a)           | Vice                     | 1º Turno 7 de outubro de 2012 | 1º Turno 7 de outubro de 2012 |
| Candidato(a)           | Vice                     | Votação                       | Votação                       |
|                        |                          | Total                         | Porcentagem                   |
| ---------------------- | ------------------------ | ----------------------------- | ----------------------------- |
| Gabriel Ferrato (PSDB) | Chaddad (PSDB)           | 138.920                       | 73,54%                        |
| Roberto Felicio (PT)   | Prof. Marco Aurelio (PT) | 23.184                        | 12,27%                        |
| Dilmo dos Santos (PV)  | Jairo Mattos (DEM)       | 22.981                        | 12,17%                        |
| Trindade (PHS)         | Paulo Lopes (PHS)        | 2.302                         | 1,22%                         |
| Magno (PSOL)           | Claudia Sencovici (PSOL) | 840                           | 0,44%                         |
| Dr. Aparecido (PTN)    | Tiãozinho (PTN)          | 665                           | 0,35%                         |
| Total de votos válidos | Total de votos válidos   | 188.892                       | 84,87%                        |
| Votos em branco        | Votos em branco          | 15.481                        | 6,96%                         |
| Votos nulos            | Votos nulos              | 18.181                        | 8,17%                         |
| Total                  | Total                    | 222.554                       | 100%                          |
| Abstenções             | Abstenções               | 48.175                        | 17,79%                        |
| Votos apurados         | Votos apurados           | 222.554                       | 100%                          |
| Total de eleitores     | Total de eleitores       | 270.729                       | 100%                          |

### Vereador
437 candidatos disputaram as 23 vagas na Câmara dos Vereadores de Piracicaba. Foram eleitos seis candidatos do PSDB, partido do prefeito Gabriel Ferrato. A vereadora Madalena (PSDB) foi a primeira travesti eleita na cidade de Piracicaba. O PSDB foi o partido com o maior numero de vereadores eleitos, seguido do PT e PTB com três vereadores eleitos cada.